# Patricia Rawlings, Baroness Rawlings
Patricia Rawlings, Baroness Rawlings (1939) este un om politic britanic, membru al Parlamentului European în perioada 1989-1994 din partea Regatului Unit.
1. ↑  Patricia Elizabeth Rawlings, Baroness Rawlings, The Peerage
2. 1 2  The Peerage
3. ↑  Deputații în Parlamentul European